# رومولو کاتستا
رومولو کاتستا (انگلیسی: Romolo Catasta; ۲۶ مارس ۱۹۲۳ – ۲۶ مارس ۱۹۸۵) قایقران روئینگ اهل ایتالیا بود.